# Embriologie

Embriogeneza sistemului nervos: prozencefalul (~ săptămâna 4) se dezvoltă în diencefal și telencefal.

Embriologia este ramura biologiei care se ocupă cu studiul embrionului în toate fazele dezvoltării lui, de la formarea celulei-ou până la ecloziune sau naștere.
Corespunde etapei intrauterine. Pentru a se vorbi de embriologie este necesară introducerea termenilor de ontogeneză și filogeneză. Ontogeneza reprezintă istoria dezvoltării unui individ de la naștere până la moarte. Embriologia a fost denumită și anatomia dezvoltării. Înțelegerea mecanismelor de morfogeneză au stat la baza dismorfogenezei, adică a dezvoltării anormale la om.

## Etapele fiziologice embriologice
- reproducerea, corespunde perioadei preembrionare a dezvoltării și se ocupă de studiul gameților (celule sexuale) gametogenezei (formarea celulelor sexuale) și fecundației.
- embriogeneza, perioada embrionară a dezvoltării intrauterine și se întinde de la fecundație la sfârșitul săptămânii a 8-a.
- organogeneza, corespunde perioadei fetale și ține de la sfârșitul săptămânii a 8-a până la naștere. Embrionul devine în această perioadă făt și poartă acest nume până la naștere.

Starea de graviditate presupune un ciclu propriu, denumit ciclul sarcinii:
- concepția
- perioada tubară
- perioada uterină - această etapă are 3 faze:
  - faza de preimplantare
  - faza de implantare (nidație)
  - faza placentară
  - nașterea